# Худаферинское водохранилище
Худаферинское водохранилище (азерб. Xudafərin su anbarı) — водохранилище в Азербайджане и иранском Восточном Азербайджане. Образовано на реке Аракс при строительстве плотины Худаферинской ГЭС вблизи села Худаферин Джебраильского района Азербайджана. Водохранилище охватывает территории Джебраильского и Зангеланского районов Азербайджана.
Объём — 1,612 млрд м³.
Водохранилище, помимо использования в нуждах Худаферинской ГЭС, планируется использовать для орошения 120 тыс. га земель в Азербайджане и Иране. Длина магистральных ирригационных каналов на территории Ирана составит 144 км (52 км в остане Восточный Азербайджан, 92 км в остане Ардебиль), что позволит орошать 30 тыс. га земли в остане Восточный Азербайджан.